# Diagram komponentów
Diagram komponentów (zwany także diagramem implementacji) – diagram przedstawiający jeden z aspektów modelu zgodnego z UML. Przedstawia fizyczne elementy wchodzące w skład systemu i połączenia między nimi.

## Elementy
- Komponenty przedstawiane za pomocą dużego prostokąta, z dwoma mniejszymi z jego lewej strony oraz z etykietą w środku. Komponenty mogą być przedstawiane zarówno jako klasy jak i instancje. Klasa oznacza elementy systemu istniejące podczas jego działania (np. interfejs użytkownika czy dane). Konkretne instancje precyzują o jaki element chodzi (np. okno programu będące częścią interfejsu).
- Węzły są to zasoby sprzętowe dostępne podczas działania systemu. Obrazowane są za pomocą prostopadłościanów.
- Zależności.